# Ingo Weißenborn
Ingo Weißenborn   (Bernburg, 29 de novembre de 1963) és un tirador d'esgrima alemany, ja retirat, especialista en floret, guanyador d'una medalla olímpica.
El 1992 va prendre part en els Jocs Olímpics d'Estiu de Barcelona, on va guanyar la medalla d'or en la prova del floret per equips del programa d'esgrima.
En el seu palmarès també destaquen quatre medalles en el Campionat del món d'esgrima, de bronze el 1986, sota bandera de la República Democràtica Alemanya, i dues d'or i una de plata el 1991 i 1993, sota bandera de l'Alemanya reunificada. El 1993 guanyà una medalla de bronze en el Campionat d'Europa d'esgrima.
Una vegada retirat va ser l'entrenador en cap nacional alemany de l'equip femení de floret del 2004 al 2009. Més tard va entrenar al centre d'alt rendiment de la Federació Austríaca d'esgrima i des del 2020 ho fa a l'equip alemany del TSV 1880 Neu-Ulm.